# Sopwith Dragon
Il Sopwith Dragon fu un aereo da caccia monomotore, monoposto e biplano, sviluppato dall'azienda aeronautica britannica Sopwith Aviation Company nei tardi anni dieci del XX secolo.
Derivato dal precedente Sopwith Snipe, patì per tutta la fase di sviluppo dei problemi di affidabilità legati alla motorizzazione scelta e benché siano state prodotte 200 cellule solo poche di queste vennero effettivamente equipaggiate con il radiale ABC Dragonfly e nessun esemplare risulta essere stato mai impiegato in ambito operativo.

## Storia del progetto
Durante le ultime fasi della prima guerra mondiale, nell'ambito di un costante sviluppo dei propri modelli da proporre alle autorità militari per contrastare i sempre più efficaci aerei da caccia in linea con la tedesco imperiale Luftstreitkräfte, l'ufficio tecnico della Sopwith decise di adattare il nuovo e potente motore radiale ABC Dragonfly, in fase di sviluppo, ad una cellula del Sopwith Snipe, modificandone la fusoliera, allargandola di 22 in (56 cm), a causa dei diversi ingombri rispetto al rotativo Bentley BR2 con cui era normalmente equipaggiato e del conseguente spostamento del centro di massa dovuto al suo peso considerevolmente maggiore.
A questo scopo venne impiegato il sesto e ultimo prototipo dello Snipe, equipaggiato con la versione Dragonfly I da 320 hp (239 kW), il quale dopo la modifica venne provvisoriamente indicato come Snipe Mk II. Pur nella consapevolezza dei problemi di messa a punto del motore Dragonfly, i dati teorici indicavano questa nuova variante capace di prestazioni eccezionali, cosa che contribuì a pianificarne l'avvio dello sviluppo con un iniziale lotto di trenta esemplari.
Il prototipo, completato nell'aprile 1918 ed indicato con il numero di serie B9967, durante la sua prima fase di sviluppo soffrì dei persistenti problemi di accensione del motore, tuttavia le prestazioni raggiunte durante i test in volo quando non si verificavano malfunzionamenti nel propulsore furono incoraggianti, tanto da attirare l'interesse delle autorità militari britanniche. Nel giugno 1918 la neoistituita Royal Air Force (RAF) emise un contratto di fornitura per 30 esemplari di Snipe motorizzati Dragonfly i quali vennero in seguito ridenominati Dragon. Alla fine di novembre di quello stesso anno, oramai a conflitto concluso, la RAF cancellò un precedente ordine per la fornitura di 300 Snipes ridefinendolo per un uguale numero di Dragons.

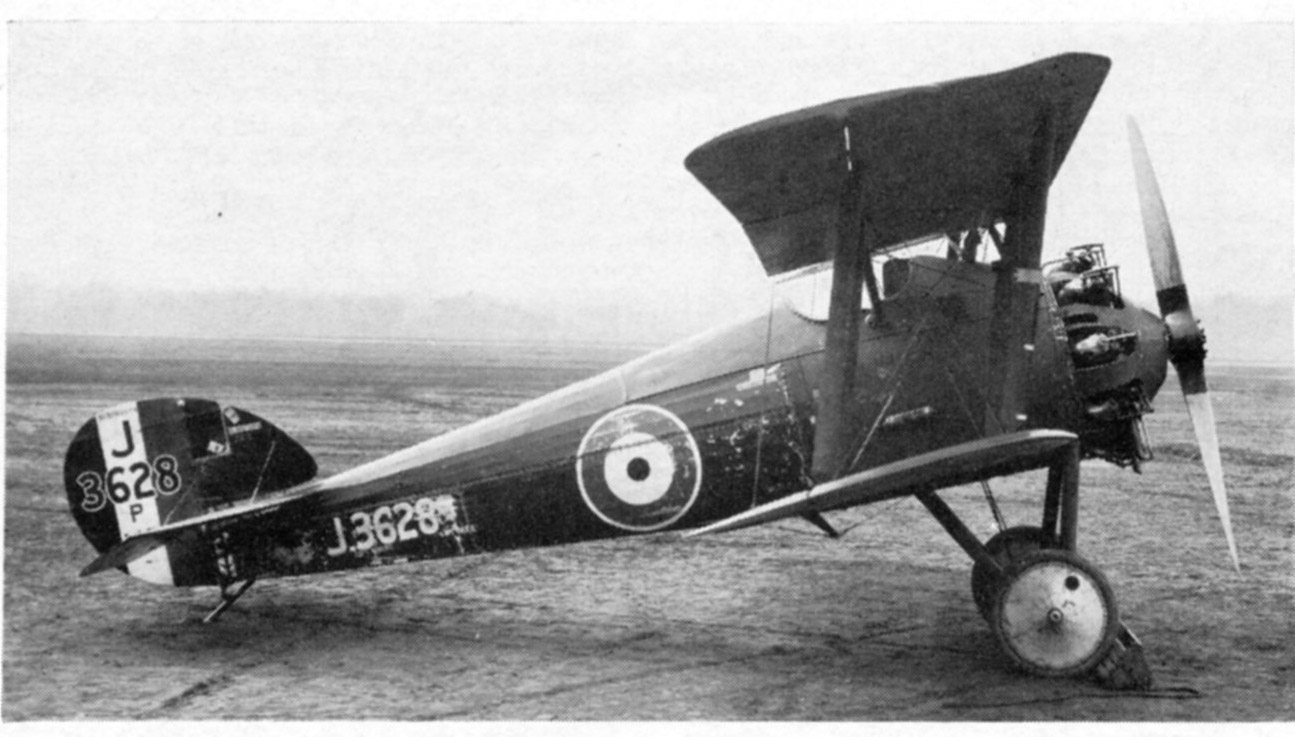
Sopwith Dragon in fase di valutazione presso il McCook Field.

Venne realizzato un secondo prototipo che, oltre a montare un ulteriore sviluppo del propulsore, il Dragonfly IA capace di 360 hp (268 kW),, introduceva alcune modifiche strutturali, la più evidente delle quali era una diversa conformazione del timone. Il velivolo riuscì ad iniziare la serie di valutazioni ufficiali svolte a Martlesham Heath non prima del febbraio 1919. In questa configurazione riuscì a raggiungere una velocità massima di 150 mph (circa 240 km/h) al livello del mare nonché a volare ad una quota di servizio di 25 000 ft (7 620 m).
La Sopwith avviò la produzione in serie del modello costruendo approssimativamente un totale di 200 cellule, rimaste immagazzinate in attesa della disponibilità delle unità motrici; l'ABC Motors, tuttavia non riuscendo a risolvere i malfunzionamenti che compromettevano l'affidabilità del motore, decise di abbandonarne lo sviluppo senza avviarlo alla produzione. Dei Dragon che riuscirono ad essere equipaggiati con i pochi radiali Dragonfly disponibili nessuno venne inviato a reparti operativi mentre almeno un esemplare venne inviato negli Stati Uniti d'America e valutato per conto dell'United States Army dall'Aviation Section, U.S. Signal Corps presso il McCook Field.
Anche a fronte della volontà da parte delle autorità militari britanniche di stabilire il Sopwith Snipe come caccia standard della RAF, nell'aprile 1923 il Dragon venne dichiarato obsoleto e le cellule rimaste radiate ed avviate allo smantellamento.

## Utilizzatori
Regno Unito
- Royal Air Force